# Synagoge (Strelitz Alt)

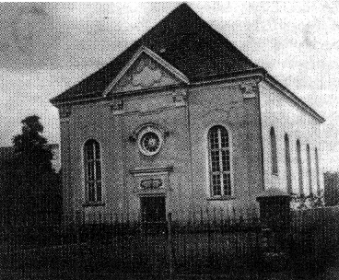
Ehemalige Synagoge in Strelitz-Alt (um 1915)

Die Synagoge in Strelitz-Alt, einem Stadtteil von Neustrelitz im Landkreis Mecklenburgische Seenplatte in Mecklenburg-Vorpommern, wurde 1762/63 errichtet und beim Novemberpogrom 1938 zerstört.

## Geschichte

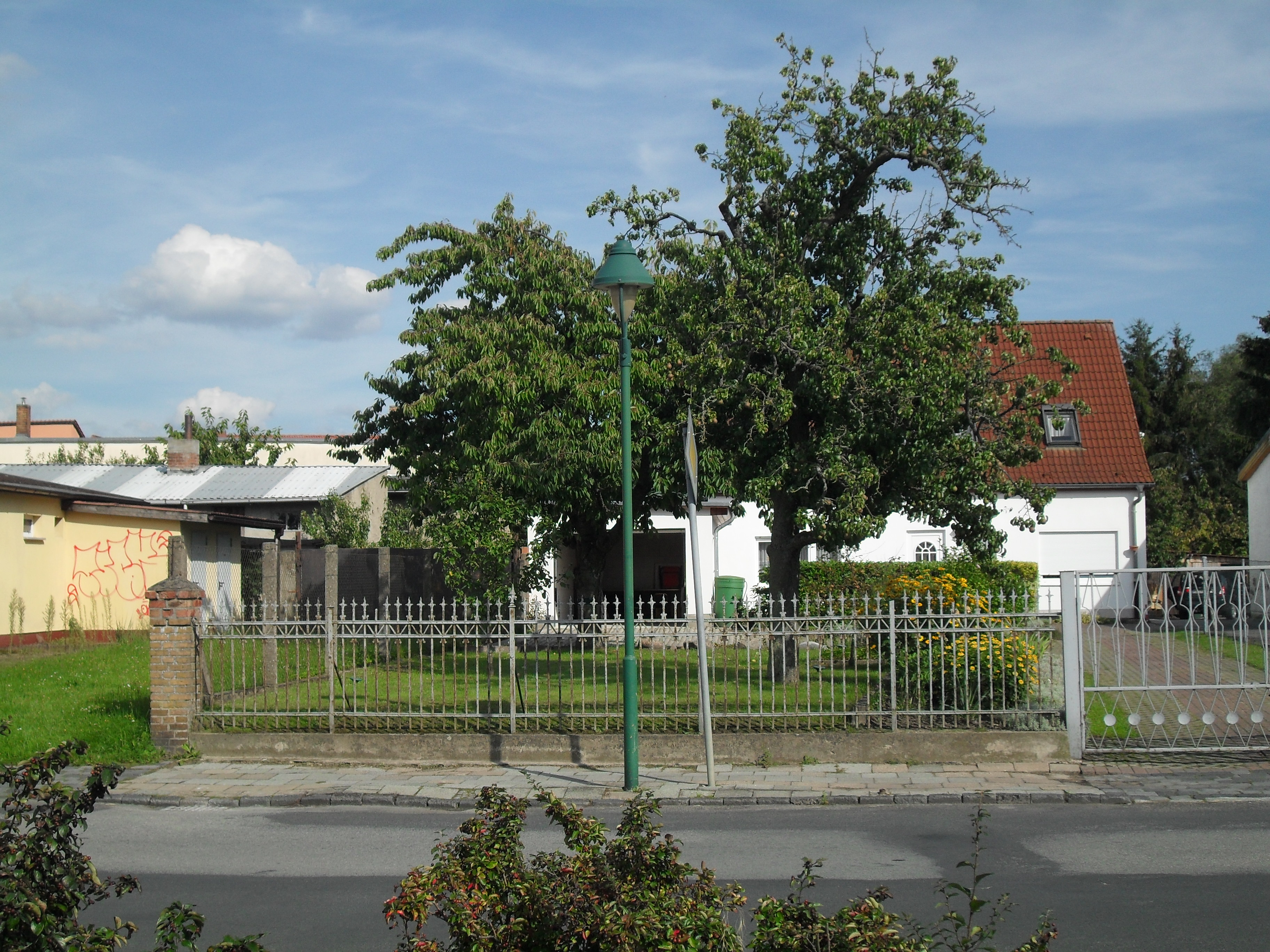
Standort der ehemaligen Synagoge am Alexanderplatz

Die Synagoge, als Versammlungshaus der Jüdischen Gemeinde von Strelitz wurde am 5. September 1763 in Gegenwart von Adolf Friedrich IV. – seit 1752 regierender Herzog von Mecklenburg-Strelitz – eingeweiht. Ihr Standort befand sich in zurückgesetzter Lage auf einem Grundstück am heutigen Alexanderplatz. Die Gottesdienste wurden mit Chorgesang und Orgelspiel entsprechend dem Ritus des im 19. Jahrhundert entstandenen Reformjudentums abgehalten. 1847 wurde die Synagoge erstmals renoviert. Von 1860 bis 1911 wirkte hier der Oberlandesrabbiner Jacob Hamburger.
Das Baugelände stellte Adolf Friedrich IV. zur Verfügung. Die Mittel brachte die Jüdische Gemeinde von Strelitz – zu dieser Zeit 60 Familien mit etwa 420 – 480 Familienmitgliedern – selbst auf. Der Herzog steuerte zahlreiche Ritualgegenstände bei.
Während der Novemberpogrome wurde am 10. November 1938 die Synagoge von Nationalsozialisten durch Brandstiftung zerstört. Der Wiederaufbau der Synagoge wurde durch die Stadtverwaltung am 12. November 1938 untersagt. Unter Bezug auf die von Hermann Göring unterzeichnete Verordnung zur Judenvermögensabgabe von 1938 forderte die Neustrelitzer Stadtverwaltung die Gemeinde auf – diese hatte seit dem 24. April 1938 nur noch neun Mitglieder – die während der Reichspogromnacht entstandenen Schäden unverzüglich zu beseitigen. Da diese dazu nicht in der Lage war, veranlasste die Stadtverwaltung den Abriss der zerstörten Synagoge. Die Kosten in Höhe von 6907,10 Reichsmark zuzüglich Zinsen und Gebühren wurden der jüdischen Gemeinde nach verlorenem Prozess in Rechnung gestellt. Die Forderung musste schließlich die Reichsvereinigung der Juden in Deutschland übernehmen.
Am ursprünglichen Standort erinnert heute noch ein schmiedeeiserner Zaun aus dem Jahr 1913 an die Synagoge.

## Architektur und Einrichtung
Die Synagoge war ein im Stil des Rokoko errichteter, massiver Putzbau über einer rechteckigen Grundform mit je vier schlanken, sechsflügligen Rundbogenfenstern an den Längsseiten. Das Innere konnte von der Frontseite aus über eine Vorhalle betreten werden. An den Vorraum mit zwei Wendeltreppen schloss sich ein großer Saal − der Versammlungsraum der Gemeinde – mit Spiegelgewölbe an. In der Altarnische stand ein neunarmiger Leuchter – eine Chanukkia aus Bronze mit einem Durchmesser von 1,00 m und einer Höhe von 1,85 m. Im Toraschrein wurden zwei Torarollen mit silbernem Rimonim und silbernen Toraschilden aufbewahrt. Diese rituellen Gegenstände hatte wahrscheinlich der Hofjuwelier Carl Ludwig Leonard Barnewitz aus Neustrelitz angefertigt. Darüber hinaus wurden in der Synagoge ein 68 cm hoher Wasserbehälter und ein 40 cm hohes Waschbecken aus Kupfer für rituelle Waschungen sowie eine hohe silberne Räucherlampe aufbewahrt.

## Gedenken

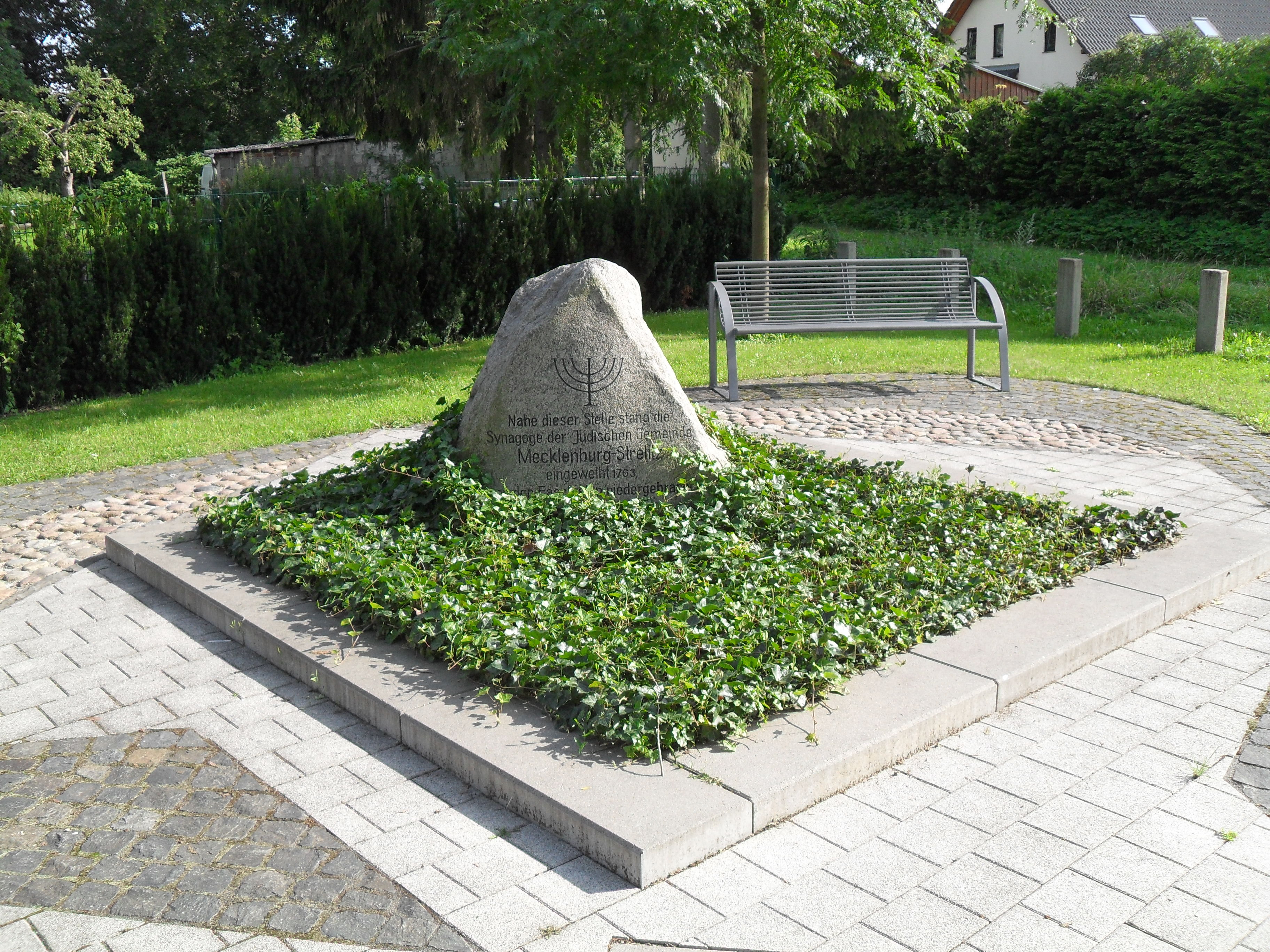
Gedenkstein zur Erinnerung an die Altstrelizer Synagoge

Ein Gedenkstein und eine Stele in unmittelbarer Nähe des ehemaligen Standortes erinnern an die Synagoge und an die dem Nationalsozialismus zum Opfer gefallenen jüdischen Bürger von Altstrelitz.